# Gabriel Avilés
Gabriel Rafael Avilés Morales (Managua, 1º luglio 1989) è un ex calciatore nicaraguense, di ruolo centrocampista.

## Carriera

### Club
Comincia a giocare nell'America Managua, in cui milita per sei anni. Nel 2013 si trasferisce alla Juventus Managua. Nel 2014 passa all'UNAN. Nell'estate 2016 viene acquistato dal Managua.

### Nazionale
Convocato per la Gold Cup 2009, debutta in Nazionale il 9 luglio 2009. Ha collezionato in totale, con la maglia della Nazionale, 2 presenze.

## Statistiche

### Cronologia presenze e reti in Nazionale
| Cronologia completa delle presenze e delle reti in nazionale ― Nicaragua | Cronologia completa delle presenze e delle reti in nazionale ― Nicaragua | Cronologia completa delle presenze e delle reti in nazionale ― Nicaragua | Cronologia completa delle presenze e delle reti in nazionale ― Nicaragua | Cronologia completa delle presenze e delle reti in nazionale ― Nicaragua | Cronologia completa delle presenze e delle reti in nazionale ― Nicaragua | Cronologia completa delle presenze e delle reti in nazionale ― Nicaragua | Cronologia completa delle presenze e delle reti in nazionale ― Nicaragua |
| Data                                                                     | Città                                                                    | In casa                                                                  | Risultato                                                                | Ospiti                                                                   | Competizione                                                             | Reti                                                                     | Note                                                                     |
| ------------------------------------------------------------------------ | ------------------------------------------------------------------------ | ------------------------------------------------------------------------ | ------------------------------------------------------------------------ | ------------------------------------------------------------------------ | ------------------------------------------------------------------------ | ------------------------------------------------------------------------ | ------------------------------------------------------------------------ |
| 9-7-2009                                                                 | Houston                                                                  | Guadalupa                                                                | 2 – 0                                                                    | Nicaragua                                                                | Gold Cup 2009                                                            | -                                                                        | 62’                                                                      |
| 12-7-2009                                                                | Glendale                                                                 | Panama                                                                   | 4 – 0                                                                    | Nicaragua                                                                | Gold Cup 2009                                                            | -                                                                        | 63’                                                                      |
| Totale                                                                   |                                                                          | Presenze                                                                 | 2                                                                        |                                                                          | Reti                                                                     | 0                                                                        |                                                                          |